# Hildegard Gerbeth
Hildegard Gerbeth (geb. Hildegard Anna Schröder; * 23. Juni 1934 in Berlin-Wedding) ist eine deutsche Grafikerin und Illustratorin.

## Leben und Werk
Hildegard Schröder studierte von 1949 bis 1954 an der Berliner Fachschule für Grafik, Druck und Werbung in Berlin-Schöneweide und von 1954 bis 1959 bei Gerhard Kurt Müller und Werner Tübke und an der Hochschule für Grafik und Buchkunst Leipzig. Danach arbeitete sie als freischaffende Grafikerin in Berlin. Neben freien grafischen Arbeiten schuf sie eine bedeutende Anzahl von Buchillustrationen, insbesondere für Jugend- und Kinderliteratur für den Altberliner Verlag Lucie Groszer, den Rudolf Arnold Verlag Leipzig, die Helingsche Verlagsanstalt Leipzig, den Jugendland-Verlag Dresden-Laubegast, den Kinderbuchverlag Berlin, den Verlag Kultur und Fortschritt Berlin und den Verlag Neues Leben Berlin.
Grafiken Hildegard Gerbeths wurden von volkseigenen Großbetrieben und staatlichen und gesellschaftlichen Institutionen der DDR erworben, u. a. für die Kunstsammlung der Wismut AG. Heute befinden sich Werke Hildegard Gerbeths in den Sammlungen des Staatlichen Museums Schwerin und der Kunsthalle Rostock.
1994 zog Hildegard Gerbeth mit ihrem Ehemann, dem Maler und Grafiker Dieter Gerbeth, nach Puttball im Wendland.
Die Tochter Hildegard und Dieter Gerbeths, Irena Naußend (* 1962), hat in Dresden Theatermalerei studiert und arbeitet als freischaffende Künstlerin in Lychow.

## Druckgrafiken (Auswahl)
- Junge Katze (um 1970, Lithografie)[4]
- Jüdischer Friedhof (um 1980, Lithografie)[5]
- Schlossruine (1982, Lithografie)[6]
- Dritter Traum (Lithografie)[7]
- Pferd (1984, Radierung)[8]

## Ausstellungen (unvollständig)

### Einzelausstellungen
- 1983: Potsdam, Kleine Galerie im Keller; Luckenwalde, Galerie im Zentrum; Brandenburg, Galerie in der Steinstraße

### Ausstellungsbeteiligungen
- 1962/1963: Dresden, Fünfte Deutsche Kunstausstellung
- 1975 und 1979: Schwerin, Staatliches Museum („Farbige Grafik in der DDR“)
- 1977, 1979 und 1982: Berlin, Bezirkskunstausstellungen